# Хорай-Мару
Хорай-Мару (Horai Maru) — транспортне судно, яке під час Другої світової війни брало участь у операціях японських збройних сил на Тихому океані.
Судно спорудили як SS Indarra в 1912 році на британській верфі Denny W. & Bros. Ltd. у Дамбартоні для австралійської компанії Australasian United Steam Navigation. У 1920-му судно продали Compagnie Maritime Belge, що перейменувала його на SS Pays De Waes, а в 1923-му новим власником стала японська Osaka Shosen, після чого судно отримало найменування «Хорай-Мару».
3 листопада 1937-го, коли вже кілька місяців йшла Друга японо-китайська війна, «Хорай-Мару» вийшло з Японії з військовослужбовцями однієї з піхотних дивізій. 5 листопада конвой, до якого входило «Хорай-Мару», прибув до затоки Ханчжоу (дещо південніше від Шанхаю), проте через нестачу десантних засобів висадка відбулась лише 10 листопада.
У листопаді 1941-го «Хорай-Мару» реквізували для потреб Імперської армії Японії.
Наприкінці лютого 1942-го «Хорай-Мару» залучили до масштабної операції з висадки десанту на західному завершенні острова Ява. 28 лютого один із десантних загонів, до якого входили «Хорай-Мару» та ще 26 транспортів, досягнув затоки Бантам. Невдовзі неподалік почалась битва у Зондській протоці, під час якої кілька кораблів союзників намагались вирватися в Індійський океан, проте їх перехопили японські бойові кораблі, що прикривали транспорти. В один з моментів бою важкий крейсер «Могамі» дав залп із шести торпед по американському важкому крейсеру USS Hauston та австралійському легкому крейсеру HMAS Perth. Жодна з торпед не влучила в ціль, проте залп накрив власний десантний загін та призвів до потоплення тральщика й чотирьох транспортів, два з яких згодом вдалося підняти й повернути в експлуатацію. Одним із уражених транспортів був «Хорай-Мару», що став незворотною втратою.